# George Wyndham (1er baron Leconfield)
George Wyndham, 1er baron Leconfield (5 juin 1787 - 18 mars 1869), est un militaire et pair britannique.

## Biographie
Descendant direct de John Wyndham (1558-1645) (en), il est le fils naturel aîné de George Wyndham (3e comte d'Egremont) et d'Elizabeth Clive. Ses parents se sont mariés en 1801 mais n'ont pas eu de fils après leur mariage.
George Wyndham entre dans la Royal Navy en 1799 en tant qu'aspirant de marine du HMS Amelia. En 1802, il est muté à l'armée en tant que Cornet dans le 5e Dragoon Guards, promu en 1803 comme lieutenant dans le 3e Dragoon Guards. En 1805, il est capitaine du 72nd Highlanders et Aide de camp de Sir Eyre Coote, qui est lieutenant-gouverneur de la Jamaïque. En 1807, il est Adjudant-général du comte Cathcart au bombardement de Copenhague ; en 1809, en tant que capitaine des Grenadier Guards, il participe à l'expédition Walcheren ; en 1811, il est major dans le 78e Regiment et le 12th Light Dragoons ; et en 1812, il est lieutenant-colonel commandant les 20e dragons légers au siège de Ciudad Rodrigo.
Le comté d'Egremont s'éteint à la mort de George Wyndham (4e comte d'Egremont) (en) en 1845 et ce George Wyndham est adopté comme héritier des importants domaines d'Egremont, dont Petworth House dans le Sussex. En 1859, il est élevé à la pairie en tant que baron Leconfield, de Leconfield dans la circonscription est du comté de York.
Pendant la grande famine irlandaise, le colonel George Wyndham réside souvent dans son domaine du comté de Clare près d'Ennis où il aide les locataires qui souhaitent émigrer au Canada. C'est une continuation des politiques de son père dans le Sussex. Fin 1849 et début 1850, une série de sept essais et illustrations anonymes concernant la famine parait dans l'Illustrated London News sous le titre "Condition of Ireland: Illustrations of the New Poor Law". Ici, le narrateur (probablement le journaliste et philanthrope Sidney Godolphin Osborne) écrit du colonel Wyndham que «le colonel Windham… n'est pas fatigué de ses semblables et ne cherche pas à les exterminer. Pas une maison sans toit que j'ai vue ici. " Sa propriété est une "petite oasis d'humanité dans le désert de misère" .
George Wyndham épouse Mary Fanny Blunt, fille du révérend William Blunt, en 1815. Il meurt en mars 1869, à l'âge de 81 ans, et son fils aîné Henry lui succède comme baron. Son troisième fils, Percy Wyndham (1835-1911), est le père de l'homme politique et homme de lettres George Wyndham. Sa fille, Caroline Sophia Wyndham (née le 12 juillet 1829, décédée le 19 mars 1852) épouse le colonel Robert Kingscote le 13 mars 1851 à Petworth, Sussex. Elle est morte en donnant naissance et est enterrée avec son enfant mort-né dans le caveau familial du cimetière de Bartons Lane, Petworth, West Sussex.